# Űrpiknik
Az Űrpiknik egy 2021-ben bemutatott sci-fi elemekkel átszőtt magyar drámai filmvígjáték, amely egy magát kevésre tartó űrlény és egy problémás egyetemista lány egyetlen éjszakáját meséli el Budapesten.
Magyarországon 2021. július 1-jén került filmszínházakba a Mozinet forgalmazásában.

## Videóklip
A film inspirálta a Freakin' Disco és Walters Lili közös dalát, amelyhez az Űrpiknik stábja készített videoklipet.

## Nézettség, bevétel
A nézettségi adatok szerint 3426 jegyet adtak el rá, és ezzel az eredménnyel mintegy 4 273 885 Ft bevételt termelt a jegypénztáraknál.